# بیگلر (آوج)
بیگلر (آوج)، روستایی از توابع بخش آبگرم شهرستان آوج در استان قزوین ایران است. مردم روستای بیگلر به زبان ترکی آذربایجانی سخن می‌گویند.

## جمعیت
این روستا در دهستان آبگرم قرار دارد و براساس سرشماری مرکز آمار ایران در سال ۱۳۸۵، جمعیت آن ۱۲۰ نفر (۲۶خانوار) بوده‌است.